# Agata Edgarowna Muzenijeze

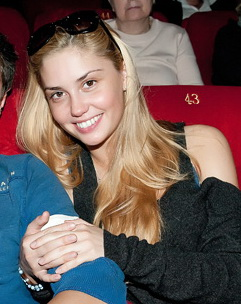
Agata Edgarowna Muzenijeze (2011)

Agata Edgarowna Muzenijeze (russisch Агата Эдгаровна Муцениеце, wiss. Transliteration Agata Ėdgarovna Muceniece; * 1. März 1989 in Riga, LSSR, Sowjetunion) ist eine russische Schauspielerin, Fernsehmoderatorin und Model.

## Leben
Muzenijeze wurde in Riga, im heutigen Lettland, geboren. Sie studierte an der Universität Lettlands chinesische Philologie. Anschließend studierte sie am Russischen Staatlichen Filminstitut in Moskau. Von 2011 bis 2012 war sie in 134 Episoden der Fernsehserie Zakrytaya shkola in der Rolle der Darya Starkova zu sehen. In den folgenden Jahren übernahm sie weitere Rollen überwiegend in verschiedenen russischen Fernsehserien.
Nationale Bekanntheit erlangte Muzenijeze auch als Moderatorin verschiedener Fernsehsendungen. Sie moderierte unter anderen die fünfte Staffel der russischen Ausgabe von The Voice Kids. Zusätzlich ist sie auch als Fotomodel tätig und konnte schon für namhafte Marken modeln.
Sie ist seit dem 19. Juli 2011 mit dem Schauspieler Pawel Walerjewitsch Prilutschny verheiratet. 2013 kam der gemeinsame Sohn zur Welt, 2016 folgte eine Tochter.

## Filmografie

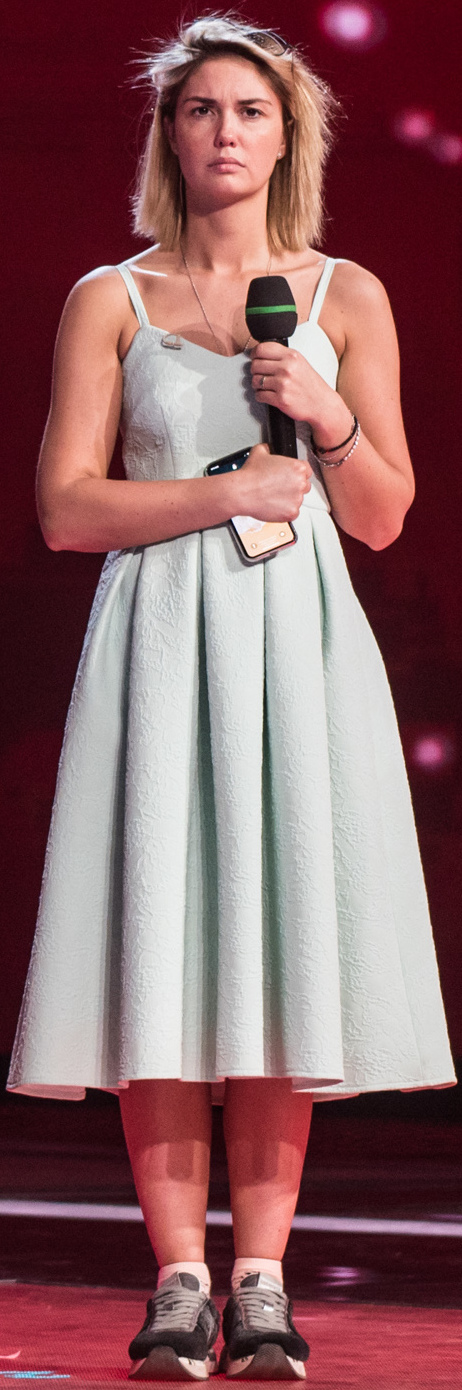
Agata Edgarowna Muzenijeze (2018)

- 2011–2012: Zakrytaya shkola (Закрытая школа) (Fernsehserie, 134 Episoden)
- 2012: Familie und andere Katastrophen (Moya bezumnaya semya/Моя безумная семья)
- 2012: Nightingale – The Robber (Solovey-Razboynik/Соловей-Разбойник)
- 2013: Die drei Musketiere – Kampf um Frankreichs Krone (Tri mushketera/Три мушкетера)
- 2014: The Secret Town (Taynyy gorod/Тайный город) (Fernsehserie, 16 Episoden)
- 2014: A Beautiful Life (Krasivaya zhizn/Красивая жизнь) (Fernsehserie)
- 2015: Happiness is (Schaste – eto.../Счастье - это...)
- 2015: Quest (Квест) (Fernsehserie)
- 2015: I Know Your Secrets (Ya znayu tvoi sekrety/Я знаю твои секреты) (Mini-Serie, 4 Episoden)
- 2017: Grazhdanskiy brak (Гражданский брак) (Fernsehserie, 16 Episoden)
- 2017: Fors-mazhor (Форс-мажор) (Fernsehserie)
- 2018: 99% Alive (Zhivoy/Живой) (Fernsehserie)
- 2019: Die Schlacht um Sibirien (Tobol/Тобол)
- 2019: V kletke (В клетке) (Fernsehserie, 10 Episoden)
- 2019: Gore ot uma, the Woes of Wit (Mini-Serie, 8 Episoden)
- 2020: Plague! (Chuma!/Чума!) (Mini-Serie, Episode 1x01)
- 2021: Po koleno (По колено) (Mini-Serie)
- 2021: Honest Divorce (Chestniy razvod/Честный развод)